# Onomastica slava

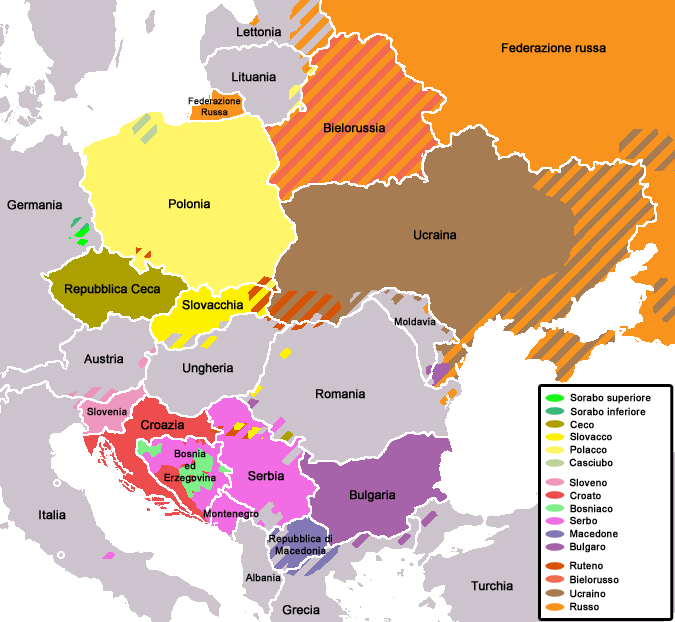
Distribuzione degli slavi per lingua

I nomi di origine slava sono derivati dalle lingue slave e sono molto popolari nei paesi slavi come la Bielorussia, la Bosnia ed Erzegovina, la Bulgaria, la Macedonia del Nord, la Repubblica Ceca, la Polonia, la Russia, la Serbia, la Croazia, la Slovacchia, la Slovenia, l'Ucraina.

## Caratteristiche
Hanno spesso un carattere pacifico o guerriero e la loro origine è spesso pre-cristiana o medioevale, ed indipendentemente da quanto accade nelle altre culture non si riferiscono direttamente agli dei o alle armi, probabilmente perché i nomi degli dei erano tabù come quelli degli armamenti. La sola eccezione è Mieczysław, tratto da "miecz" (spada) e la famiglia dei nomi con il prefisso/suffisso "Bog/Boh" (ad esempio Bogdan) (influenza del cristianesimo). I nomi slavi sono di solito astratti e descrivono il carattere, un augurio di futuro radioso o il rispetto verso i membri della famiglia.

## Storia di nomi slavi
Nella vecchia tradizione pre-cristiana un bambino fino ai 7-10 anni portava un nome "provvisorio" (ad esempio Niemój "non mio" , Nielub "non amato") che diminuiva l'importanza di un bambino e lo proteggeva dalle potenze del male. La ragione era l'allora elevato tasso di mortalità infantile. Un bambino che sopravviveva oltre i 7-10 anni era degno di cura e durante il rituale del primo taglio dei capelli riceveva lo status di adulto ed un nuovo nome.
I nomi slavi erano dominanti fino al Concilio di Trento (1545-63), quando la Chiesa cattolica prescrisse che ogni cristiano dovesse avere un nome di origine cristiana in luogo di uno di origine slava. In Polonia la nobiltà, soprattutto protestante, tentò di conservare l'uso dei nomi tradizionali, come Zbigniew e Jarosław, mentre la gente comune sceglieva soprattutto nomi del calendario cristiano con soltanto pochi nomi d'origine slava, come Kazimierz (San Casimiro), Stanisław (San Stanislao), Wacław (San Venceslao) e Władysław (San Ladislao).
Questa situazione perdurò fino al XIX-XX secolo, quando, durante i risorgimenti nazionali, i nomi tradizionali riguadagnarono in popolarità. Vennero così riesumati molti nomi dimenticati come: Bronisław, Bolesław, Dobiesław, Dobrosław, Jarosław, Mirosław, Przemysław, Radosław, Sławomir, Wiesław, Zdzisław, Zbigniew e ne vennero creati di nuovi, per esempio Lechosław e Wieńczysław. Al giorno d'oggi i nomi slavi tradizionali sono accettati dalla Chiesa cristiana ed è normale attribuirli ai bambini.

## Esempi di significato dei nomi slavi
Gli antichi nomi slavi erano basati su uno o due lessemi.

### Nomi composti da un lessema
Nomi femminili
- Vera (fede)
- Nadia, Nadežda (speranza)
- Vesela (allegra)
- Duša (anima)
- Zlata (d'oro)
- Zora (alba)
- Sveta, Svetlana (luce)
- Mila (amore, gradita)
- Dobra (buona)
- Luba, Ljubov' (amore, gradita)
- Kveta, Cveta (fiore)
- Vesna (primavera, giovane)
- Slava (famosa, gloria)
- Mira (pace)
- Rada (gioia)
- Radost' (felicità)
- Brana (proteggila)
- Živa, Żywia (viva)
- Miluša (piacevole)
- Snežana (donna di neve)
- Jagoda (bacca)
- Kalina (albero di sorbe)

Nomi maschili
- Vlad (dirigente)
- Ognjen (fuoco)
- Dušan (anima)
- Vuk (lupo)
- Miłosz (amore)
- Borja (combattente)
- Zdravko (salute)
- Dragan (molto, gradito)
- Gniewko (rabbia, furioso)
- Darko (regalo)
- Nemanja (senza possesso)
- Nebojša (coraggioso)
- Goran (uomo di montagna)
- Lasota (boscaiolo)
- Najdën (trovato)
- Plamen (fuoco)
- Jasen (albero di cenere)
- Mladen (giovane)

### Nomi composti da due lessemi
| Prefisso e suffisso   | Significato                      | Esempi                                                            |
| --------------------- | -------------------------------- | ----------------------------------------------------------------- |
| bog/boh/boż           | Dio, ricco, destino, possibilità | Bogdan, Bogusław, Bożena, Bohumil, Bogomil                        |
| bor                   | combattimento, combattente       | Boris, Sambor, Borzysław, Velibor, Ratibor, Lutobor               |
| bran/bron/barn        | proteggete, difendete            | Bronisław, Branimir, Barnim                                       |
| ciech/tech/tješ       | felice , felicità                | Wojciech, Sieciech, Božetech, Tješimir                            |
| dan                   | dare                             | Bogdan, Damir                                                     |
| dar                   | dono                             | Božidar                                                           |
| dobr                  | buono, bene                      | Dobrogost, Dobroslav, Dobrawa                                     |
| dom                   | casa                             | Domasław, Domoľub, Domamir                                        |
| drag/drog/droh        | molto, gradito                   | Dragan, Predrag, Miłodrag, Dragoslav, Dragomir, Drogomysł         |
| gnev/gniew/hněv       | rabbia, furia                    | Zbigniew, Gniewomir, Spytihněv                                    |
| gost                  | ospite, visitatore               | Radogost, Dobrogost, Gostomysł                                    |
| jar                   | molto                            | Jaromir, Jarosław, Jaropełk, Jarmila                              |
| ljub/lub/l'ub         | amore, favore                    | Lubomír, Luboš, Lubovl, Slavoljub                                 |
| lud/ljud              | gente                            | Ludmila, Ludomir                                                  |
| mil/mił               | amore, favore                    | Milan, Milena, Milovan, Vlastimil, Miloš, Ludmila, Jarmila        |
| mir/mierz/měr         | pace, mondo, prestigio           | Mira, Casimiro, Vladimiro, Sławomir, Miroslav, Dragomir, Miroljub |
| mysl/mysł             | pensiero                         | Premysl, Gostomysł, Przemysław                                    |
| polk/pełk/pluk        | reggimento, schiera              | Svätopluk, Jaropolk, Jaropełk                                     |
| rad                   | gioia                            | Radosław, Radomir, Radovan, Radmila, Milorad                      |
| slav/sław             | gloria                           | Jaroslav, Stanislao, Władysław, Boleslav, Bogusław, Zdzisław      |
| slobod                | libertà                          | Slobodan                                                          |
| svjat/svet/svät       | luce, forte, santo               | Sviatoslav, Svätopluk, Svetlana                                   |
| vjače/wence/vác/więce | più, grande                      | Václav, Wiesław                                                   |
| vlad/wład/volod       | norma, dirigente                 | Vladimiro, Vladislav, Vladan, Władysław, Vsevolod                 |
| voj/woj               | guerra, guerriero                | Wojciech, Vojislav, Milivoje                                      |